# Lillebror Johansson
Lillebror Johansson – szwedzki żużlowiec.
Wielokrotny finalista indywidualnych mistrzostw Szwecji, w tym brązowy medalista tych rozgrywek (Kumla 1979). Dwukrotny brązowy medalista mistrzostw Szwecji par klubowych (1983, 1984).
Reprezentant Szwecji na arenie międzynarodowej. Dwukrotny finalista indywidualnych mistrzostw Europy juniorów (Vojens 1977 – IX miejsce, Lonigo 1978 – XII miejsce). Trzykrotny uczestnik finałów interkontynentalnych drużynowych mistrzostw świata (Vojens 1980, Vojens 1982, Wimbledon 1983). Wielokrotny uczestnik eliminacji indywidualnych mistrzostw świata (najlepszy wynik: Fjelsted 1982 – X miejsce w finale skandynawskim).
W lidze brytyjskiej reprezentant klubu Eastbourne Eagles (1982–1983).